# Embajada de España en Catar
La Embajada de España en Catar es la máxima representación legal del Reino de España en el Estado de Catar.

## Embajador
El actual embajador es Javier María Carbajosa Sánchez, quien fue nombrada por el gobierno de Pedro Sánchez el 5 de julio de 2022.

## Misión diplomática
El Reino de España concentra toda su representación en la embajada española ubicada en Doha capital del país, esta fue creada en 1993 con carácter residente, aunque el primer embajador fue nombrado en 1998.

## Historia
Catar finalizó su condición de protectorado británico en 1971, y dos años más tarde España nombraba al primer embajador no residente en el país. Desde entonces las relaciones han ido en aumento tanto a nivel político como a niveles económico, comercial y cultural.

## Demarcación
En 1973 se establecieron relaciones entre España y Catar y los asuntos diplomáticos quedaron a cargo de la Embajada española en Kuwait hasta 1978 cuando pasaron a depender de la Embajada española de Abu Dabi en los Emiratos Árabes Unidos.